# Mạch điện RLC

Hình minh họa hoạt động của một mạch LC, là một mạch RLC không có trở kháng. Dòng chảy qua lại giữa các bản tụ và xuyên qua cuộn cảm. Năng lượng dao động qua lại giữa điện trường của tụ điện (E) và từ trường của cuộn cảm (B) hoạt động tương tự như trong mạch RLC, ngoại trừ nếu có R thì dao động này sẽ tắt dần theo thời gian.

Mạch điện RLC (hoặc mạch LCR, mạch CRL hay mạch RCL) là một mạch điện gồm một điện trở, một cuộn cảm và một tụ điện, mắc nối tiếp hoặc song song. Các chữ cái RLC là những ký hiệu điện thông thường tương ứng với trở kháng, điện cảm và điện dung. Mạch tạo thành một dao động điều hòa cho dòng điện và cộng hưởng giống như mạch LC. Điểm khác biệt chính là có điện trở sẽ làm tắt dần dao động nếu như mạch không có nguồn nuôi. Một mạch bất kỳ luôn luôn tồn tại trở kháng ngay cả khi mạch không có điện trở. Mạch LC lý tưởng không trở kháng là một mô hình trừu tượng chỉ sử dụng trong lý thuyết.
Mạch RLC có nhiều ứng dụng. Chúng được sử dụng trong nhiều loại mạch dao động khác nhau. Một ứng dụng quan trọng là mạch điều chỉnh, chẳng hạn như trong các bộ thu phát radio hoặc truyền hình (rà đài), được sử dụng để lựa chọn một dải tần hẹp của sóng vô tuyến từ môi trường xung quanh. Mạch RLC có thể được sử dụng như một bộ lọc thông dải (band-pass), bộ lọc chặn dải (band-stop), bộ lọc thông thấp hay bộ lọc thông cao. Ứng dụng trong mạch điều chỉnh là một ví dụ của bộ lộc thông dải. Bộ lọc RLC được mô tả như là một mạch bậc hai, có nghĩa là điện áp hoặc cường độ dòng điện tại thời điểm bất kỳ trong mạch có thể được biểu diễn bằng một phương trình vi phân bậc hai khi phân tích mạch.

## Mạch RLC mắc nối tiếp
Trong mạch này các thành phần điện trở, cuộn cảm và tụ điện được mắc nối tiếp với nhau và nối vào một nguồn điện áp. Phương trình biến thiên có thể được tính bằng định luật Kirchhoff về điện thế:
{\displaystyle v_{R}+v_{L}+v_{C}=v(t)\,}
với {\displaystyle \textstyle v_{R},v_{L},v_{C}} là điện áp tương ứng giữa 2 đầu của R, L và C và {\displaystyle \textstyle v(t)} là điện áp nguồn biến thiên theo thời gian.  Biến đổi các đại lượng trong phương trình,
{\displaystyle Ri(t)+L{{di} \over {dt}}+{1 \over C}\int _{-\infty }^{\tau =t}i(\tau )\,d\tau =v(t)}
Trong trường hợp điện áp nguồn không thay đổi, lấy vi phân và chia 2 vế cho L, sẽ cho ra một phương trình vi phân bậc 2:
{\displaystyle {{d^{2}i(t)} \over {dt^{2}}}+{R \over L}{{di(t)} \over {dt}}+{1 \over {LC}}i(t)=0}
Phương trình này thường được biểu diễn dưới dạng:
{\displaystyle {{d^{2}i(t)} \over {dt^{2}}}+2\alpha {{di(t)} \over {dt}}+{\omega _{0}}^{2}i(t)=0}
{\displaystyle \alpha \,} và {\displaystyle \omega _{0}\,} có đơn vị như tần số góc.  {\displaystyle \alpha \,} gọi là tần số neper là đại lượng đặc trưng cho tốc độ tắt của dao động trong mạch nếu nguồn cấp không còn. Gọi là tần số neper vì nó có đơn vị là neper/giây (Np/s), neper là đơn vị của suy giảm. {\displaystyle \omega _{0}\,} là tần số góc cộng hưởng.
Đối với mạch RLC mắc nối tiếp, thì 2 đại lượng này được tính bởi công thức:
{\displaystyle \alpha ={R \over 2L}} và {\displaystyle \omega _{0}={1 \over {\sqrt {LC}}}}
Một thông số hữu ích là hệ số suy giảm (hệ số tắt), {\displaystyle \zeta } được định nghĩa là tỷ số của 2 đại lượng này:
{\displaystyle \zeta ={\frac {\alpha }{\omega _{0}}}}
Đối với mạch RLC mắc nối tiếp, thì hệ số suy giảm như sau:
{\displaystyle \zeta ={R \over 2}{\sqrt {C \over L}}}
Giá trị của hệ số suy giảm xác định kiểu tắt dao động của mạch.  Một vài tác giả không dùng {\displaystyle \zeta \,} mà gọi hệ số suy giảm là {\displaystyle \alpha \,}.

### Đáp ứng quá độ

Giản đồ xung biểu diễn đáp ứng dưới tắt dần và xung tắt dần của một mạch RLC nối tiếp. Đáp ứng tắt dần tới hạn là đường cong đỏ đậm. Với L = 1, C = 1 và

Phương trình vi phân của mạch tùy thuộc vào ba loại giá trị của {\displaystyle \scriptstyle \zeta \,}, tương ứng với đáp ứng dưới tắt dần ({\displaystyle \scriptstyle \zeta <1\,}; underdamped), đáp ứng xung tắt dần ({\displaystyle \scriptstyle \zeta >1\,}; overdamped) và đáp ứng tắt dần tới hạn ({\displaystyle \scriptstyle \zeta =1\,}; critically damped). Phương trình vi phân này có phương trình đặc trưng như sau:
{\displaystyle s^{2}+2\alpha s+{\omega _{0}}^{2}=0}
Nghiệm s của phương trình:
{\displaystyle s_{1}=-\alpha +{\sqrt {\alpha ^{2}-{\omega _{0}}^{2}}}}
{\displaystyle s_{2}=-\alpha -{\sqrt {\alpha ^{2}-{\omega _{0}}^{2}}}}
Ứng với mỗi giá trị của s ta có đáp ứng tự nhiên {\displaystyle A_{1}e^{s_{1}t}} và {\displaystyle A_{2}e^{s_{2}t}}, cho nên đáp ứng quá độ của dòng điện là:
{\displaystyle i(t)=A_{1}e^{s_{1}t}+A_{2}e^{s_{2}t}}

#### Đáp ứng tắt dần
Đáp ứng tắt dần ({\displaystyle \scriptstyle \zeta >1\,}),
{\displaystyle i(t)=A_{1}e^{-\omega _{0}\left(\zeta +{\sqrt {\zeta ^{2}-1}}\right)t}+A_{2}e^{-\omega _{0}\left(\zeta -{\sqrt {\zeta ^{2}-1}}\right)t}}
Đáp ứng tắt dần là một sự giảm suất của dòng quá độ không dao động.

#### Đáp ứng dưới tắt dần
Đáp ứng dưới tắt dần ({\displaystyle \scriptstyle \zeta <1\,}),
{\displaystyle i(t)=B_{1}e^{-\alpha t}\cos(\omega _{d}t)+B_{2}e^{-\alpha t}\sin(\omega _{d}t)\,}
Áp dụng tính chất lượng giác, hai hàm lượng giác có thể biến đổi thành 1 hàm sin duy nhất với pha dịch chuyển,
{\displaystyle i(t)=B_{3}e^{-\alpha t}\sin(\omega _{d}t+\varphi )\,}
Đáp ứng dưới tắt dần là một dao động giảm suất tại tần số {\displaystyle \omega _{d}\,}.  Dao động giảm suất với tốc độ tắt dần xác định bởi  {\displaystyle \alpha \,}.  Số mũ {\displaystyle \alpha \,} biểu diễn đường bao của dao động. B1 và B2 (hoặc B3 và pha dịch chuyển {\displaystyle \varphi \,} trong công thức thứ 2) là những hằng số tùy ý được xác định bởi điều kiện biên. Tần số {\displaystyle \omega _{d}\,} được tính bởi công thức,
{\displaystyle \omega _{d}={\sqrt {{\omega _{0}}^{2}-\alpha ^{2}}}=\omega _{0}{\sqrt {1-\zeta ^{2}}}}
Nó được gọi là tần số cộng hưởng tắt dần hay tần số tắt dần tự nhiên, là tần số mà mạch điện sẽ tự dao động nếu không có nguồn nuôi bên ngoài. Tần số cộng hưởng, {\displaystyle \omega _{0}\,}, là tần số mà mạch điện sẽ cộng hưởng với một dao động bên ngoài, thường được gọi là tần số cộng hưởng không tắt dần để phân biệt.

#### Đáp ứng tắt dần tới hạn
Đáp ứng tắt dần tới hạn ({\displaystyle \scriptstyle \zeta =1\,}),
{\displaystyle i(t)=D_{1}te^{-\alpha t}+D_{2}e^{-\alpha t}\,}
Đáp ứng tắt dần tới hạn cho thấy mạch điện quá độ suy giảm trong một khoảng thời gian nhanh nhất có thể mà không dao động. Đặc tính này rất quan trọng trong những hệ thống điều khiển, vì nó có thể đạt đến trạng thái mong muốn mà không bị vượt quá.  D1 và D2 là những hằng số tùy ý xác định bởi điều kiện biên.

### Miền Laplace
Mạch RLC nối tiếp có thể được phân tích cho cả dòng không đổi lẫn dòng biến đổi đều bằng cách sử dụng phép biến đổi Laplace. Nếu nguồn điện ở trên có điện áp biến đổi dạng sóng với biến đổi Laplace V(s) (s là tần số phức {\displaystyle s=\sigma +i\omega \,}), có thể áp dụng định luật Kirchhoff 2 trong miền Laplace:
{\displaystyle V(s)=I(s)\left(R+Ls+{\frac {1}{Cs}}\right)}
với I(s) là dòng biến đổi Laplace chạy qua tất cả các thành phần. Tính I(s):
{\displaystyle I(s)={\frac {1}{R+Ls+{\frac {1}{Cs}}}}V(s)}
Sắp xếp lại, ta có:
{\displaystyle I(s)={\frac {s}{L\left(s^{2}+{R \over L}s+{\frac {1}{LC}}\right)}}V(s)}

#### Tổng dẫn Laplace
Tính tổng dẫn Laplace Y(s):
{\displaystyle Y(s)={I(s) \over V(s)}={\frac {s}{L\left(s^{2}+{R \over L}s+{\frac {1}{LC}}\right)}}}
Đơn giản hóa bằng cách sử dụng các tham số α và ωo đã được định nghĩa trong phần trước, ta có:
{\displaystyle Y(s)={I(s) \over V(s)}={\frac {s}{L\left(s^{2}+2\alpha s+{\omega _{0}}^{2}\right)}}}

#### Điểm cực và điểm không
Điểm không của Y(s) là những giá trị s làm cho {\displaystyle Y(s)=0}:
{\displaystyle s=0{\text{ và }}|s|\rightarrow \infty }
Điểm cực của Y(s) là những giá trị s làm cho {\displaystyle Y(s)\rightarrow \infty }.  Giải phương trình bậc hai, ta tìm được
{\displaystyle s=-\alpha \pm {\sqrt {\alpha ^{2}-{\omega _{0}}^{2}}}}
Các cực của Y(s) giống như các nghiệm {\displaystyle s_{1}} và {\displaystyle s_{2}} của đa thức đặc trưng của phương trình vi phân ở trên.

#### Công thức tổng quát
Đối với nguồn E(t) bất kỳ, sử dụng phép biến đổi nghịch cho I(s):
{\displaystyle I(t)={\frac {1}{L}}\int _{0}^{t}E(t-\tau )e^{-\alpha \tau }\left(\cos \omega _{d}\tau -{\alpha  \over \omega _{d}}\sin \omega _{d}\tau \right)\,d\tau } trong trường hợp đáp ứng dưới tắt dần {\displaystyle (\omega _{0}>\alpha )}
{\displaystyle I(t)={\frac {1}{L}}\int _{0}^{t}E(t-\tau )e^{-\alpha \tau }(1-\alpha \tau )\,d\tau } trong trường hợp đáp ứng tắt dần tới hạn {\displaystyle (\omega _{0}=\alpha )}
{\displaystyle I(t)={\frac {1}{L}}\int _{0}^{t}E(t-\tau )e^{-\alpha \tau }\left(\cosh \omega _{r}\tau -{\alpha  \over \omega _{r}}\sinh \omega _{r}\tau \right)\,d\tau } trong trường hợp đáp ứng tắt dần {\displaystyle (\omega _{0}<\alpha )}
với {\displaystyle \omega _{r}={\sqrt {\alpha ^{2}-{\omega _{0}}^{2}}}}, cosh và sinh là các hàm hyperbolic thông thường.

#### Trạng thái ổn định hình sin
Trạng thái ổn định hình sin được biểu diễn bằng cách cho {\displaystyle s=i\omega \,}
Thế vào phương trình ở trên và lấy độ lớn:
{\displaystyle \displaystyle |Y(s=i\omega )|={\frac {1}{\sqrt {R^{2}+\left(\omega L-{\frac {1}{\omega C}}\right)^{2}}}}.}
Cường độ dòng điện là một hàm theo ω, tính bằng công thức:
{\displaystyle \displaystyle |I(i\omega )|=|Y(i\omega )||V(i\omega )|.\,}
Có một giá trị cực đại của {\displaystyle |I(i\omega )|}. Giá trị của ω tại cực trị bằng tần số cộng hưởng tự nhiên không tắt dần:
{\displaystyle \omega _{0}={\frac {1}{\sqrt {LC}}}.}

## Mạch RLC song song
Các tính chất của mạch RLC song song có thể được tính bằng quan hệ đối ngẫu của mạch điện, thông qua biến đổi trở kháng đối ngẫu từ mạch song song sang mạch nối tiếp RLC và áp dụng các công thức của mạch nối tiếp ở trên.
Đối với mạch song song, ta tính được tốc độ tắt dần α bằng công thức:
{\displaystyle \alpha ={1 \over 2RC}}
và hệ số suy giảm:
{\displaystyle \zeta ={1 \over 2R}{\sqrt {L \over C}}}
Đây là nghịch đảo của ζ trong mạch nối tiếp. Tương tự như thế ta cũng tính được hệ số phẩm chất Q và băng thông tỉ lệ:
{\displaystyle Q=R{\sqrt {C \over L}}{\text{ và }}F_{\mathrm {b} }={1 \over R}{\sqrt {L \over C}}}

### Miền tần số

Hình 6. Phân tích trạng thái ổn định hình sin. với R = 1 ohm, C = 1 farad, L = 1 henry, và V = 1.0 volt

Tổng dẫn phức của mạch song song là tổng độ dẫn nạp của các thành phần:
{\displaystyle {1 \over Z}={1 \over Z_{L}}+{1 \over Z_{C}}+{1 \over Z_{R}}={1 \over {j\omega L}}+{j\omega C}+{1 \over R}}
Sự thay đổi từ mạch nối tiếp sang mạch song song dẫn đến trong mạch xuất hiện một trở kháng cực đại lúc cộng hưởng chứ không phải là cực tiểu, do đó mạch chống lại cộng hưởng.
Đồ thị bên cho thấy có một cực tiểu trong đáp ứng tần số của dòng điện ở tần số cộng hưởng {\displaystyle \omega _{0}={1 \over {\sqrt {LC}}}} khi mạch được cấp bởi một điện áp không đổi. Mặt khác, nếu mạch được cấp bởi một nguồn dòng không đổi, sẽ có cực đại trong điện áp tương tự như đồ thị của mạch nối tiếp.

## Các dạng khác

Hình. 7. Mạch RLC song song, với điện trở mắc nối tiếp với cuộn cảm

Hình. 8. Mạch RLC nối tiếp, với điện trở song song với tụ điện

Một điện trở mắc nối tiếp với cuộn cảm trong mạch song song LC như hình 7 là một cấu trúc phổ biến thường thấy khi phân tích điện trở có trong cuộn cảm. Mạch song song LC thương được dùng trong mạch lọc thông dải (band pass filer) và hệ số phẩm chất Q phần lớn bị ảnh hưởng bởi điện trở này. Tần số dao động của mạch là,
{\displaystyle \omega _{0}={\sqrt {{\frac {1}{LC}}-\left({\frac {R}{L}}\right)^{2}}}}
Đây là tần số cộng hưởng của mạch được định nghĩa là tần số ứng với khi tổng dẫn có phần ảo bằng không. Tần số mà xuất hiện trong dạng tổng quát của phương trình đặc trưng dưới đây:
{\displaystyle s^{2}+2\alpha s+{\omega '_{0}}^{2}=0}
không phải là tần số cộng hưởng ở trên. Trong trường hợp này nó là tần số cộng hưởng tự nhiên không tắt dần.
{\displaystyle \omega '_{0}={\sqrt {\frac {1}{LC}}}}
Tần số {\displaystyle \omega _{m}} ứng với khi độ lớn của trở kháng là tối đa được cho bởi công thức,
{\displaystyle \omega _{m}=\omega '_{0}{\sqrt {{\frac {-1}{Q_{L}^{2}}}+{\sqrt {1+{\frac {2}{Q_{L}^{2}}}}}}}}
với {\displaystyle Q_{L}={\frac {\omega '_{0}L}{R}}} là hệ số phẩm chất của cuộn dây. Công thức này có thể tính xấp xỉ,
{\displaystyle \omega _{m}\approx \omega '_{0}{\sqrt {1-{\frac {1}{2Q_{L}^{4}}}}}}.
Độ lớn trở kháng cực đại,
{\displaystyle |Z|_{max}=RQ_{L}^{2}{\sqrt {\frac {1}{2Q_{L}{\sqrt {Q_{L}^{2}+2}}-2Q_{L}^{2}-1}}}}.
Với giá trị {\displaystyle Q_{L}\gg 1}, thì công thức này có thể tính gần đúng,
{\displaystyle |Z|_{max}\approx {RQ_{L}^{2}}}.

## Lịch sử
Bằng chứng đầu tiên cho thấy một tụ điện có thể tạo ra dao động điện được nhà khoa học người Pháp Felix Savary phát hiện vào năm 1826. Ông nhận thấy rằng khi một chai Leyden được tháo điện ra một dây dẫn quấn xung quanh một kim sắt, thì kim sắt bị từ hóa và tạo ra từ trường đổi hướng qua lại. Ông suy luận chính xác hiện tượng này là do một dao động tắt dần trong dây dẫn, làm đảo ngược sự từ hóa của kim qua lại cho đến khi nó nhỏ dần đến mất tác dụng, và để lại kim bị từ hóa theo một hướng ngẫu nhiên.
Năm 1842, nhà vật lý người Mỹ Joseph Henry lặp đi lặp lại thí nghiệm của Savary và cũng đi đến kết luận tương tự, gần như một cách độc lập. Khoa học gia người Anh William Thomson (Lord Kelvin) vào năm 1853 cho thấy một cách chính xác rằng việc xả một chai Leyden ra một cuộn cảm sẽ tạo ra dao động, và đã tính được tần số cộng hưởng của nó.